# Thomas Allofs
Thomas Allofs (født 17. november 1959 i Düsseldorf, Vesttyskland) er en tidligere tysk fodboldspiller (angriber). Han er lillebror til Klaus Allofs.
Hans karriere bragte ham til ophold hos Fortuna Düsseldorf i hjembyen, Kaiserslautern, FC Köln og franske RC Strasbourg. Længst tid (seks sæsoner fordelt på to omgange) tilbragte han hos Fortuna Düsseldorf, og her var han med til at vinde to DFB-Pokaltitler og at nå finalen i Pokalvindernes Europa Cup i 1979.
I 1989 blev Allofs topscorer i Bundesligaen, repræsenterende FC Köln.
Allofs spillede desuden to kampe for det vesttyske landshold. Han deltog for tyskerne ved VM i 1982 i Spanien, og sad på bænken hele turneringen da holdet vandt sølv.

## Titler
DFB-Pokal
- 1979 og 1980 med Fortuna Düsseldorf